# 各平台畅销电子游戏列表
下方列出各平台的畅销电子游戏列表。

## 平台

### 雅达利
- 畅销雅达利2600游戏列表（英语：List of best-selling Atari 2600 video games）

### 微软
- 畅销Xbox游戏列表（英语：List of best-selling Xbox video games）
- 畅销Xbox 360游戏列表
- 畅销Xbox One游戏列表

### 任天堂
- 畅销红白机游戏列表
- 畅销Game Boy游戏列表
- 畅销超级任天堂游戏列表
- 畅销任天堂64游戏列表
- 畅销Game Boy Advance游戏列表
- 畅销任天堂GameCube游戏列表
- 畅销任天堂DS游戏列表
- 畅销Wii游戏列表
- 畅销任天堂3DS游戏列表
- 畅销Wii U游戏列表
- 畅销任天堂Switch游戏列表

### 世嘉
- 畅销Mega Drive游戏列表

### 索尼
- 畅销PlayStation游戏列表
- 畅销PlayStation 2游戏列表
- 畅销PlayStation Portable游戏列表
- 畅销PlayStation 3游戏列表
- 暢銷PlayStation 4遊戲列表
- 暢銷PlayStation 5遊戲列表

### PC
- 畅销PC游戏列表

### 其它
- 街机